# 동플로리다
동플로리다(East Florida)는 원래 스페인령 플로리다의 일부였던 지역이다. 1763년 영국의 식민지 정부에 의해 서플로리다와 함께 설립되었다. 초기 수도는 세인트 어거스틴이었고, 그곳은 이전의 스페인령 플로리다의 수도이기도 하였다.
1763년부터 1783년까지 대영제국의 식민지였으며, 1783년부터 1822년까지 스페인의 영토였다.

## 역사

영국령 동서 플로리다, 1767년

7년 전쟁을 끝낸 1763년 파리 조약으로 스페인은 영국에 미시시피강 동쪽과 남동쪽의 그 영지를 모두 이양했다. 영국은 영토를 동서로 나누어 동플로리다의 수도를 세인트오거스틴으로, 서플로리다는 펜사콜라를 수도로 삼았다.
두 플로리다는 미국 독립 전쟁 동안 영국 편을 들었다. 스페인은 프랑스와 동맹으로 전쟁에 간접적으로 참여했고, 1781년 펜사콜라를 영국으로부터 탈환했다. 전후 1783년 파리조약으로 영국은 동서 플로리다를 스페인에 할양했다.
스페인은 토지를 얻기 좋은 조건을 제공했으며, 그것은 새롭게 만들어진 미국에서 많은 이주민이 건너왔다. 미국과 스페인 사이에 영토 분쟁이 발생하여 때로는 군사적 충돌도 일어났다. 앤드루 잭슨이 이끄는 미합중군은 제1차 세미놀 전쟁 중에 동플로리다에 침략했다. 잭슨 군은 1818년 4월 7일에 세인트 마크를, 같은 해 5월 24일에는 펜사콜라를 점령했다. 제임스 먼로 국무 장관, 존 퀸시 애덤스는 이 문제에 대해 미국의 입장을 정의했다. 애덤스 대통령은 세미놀 지배에 실패한 것으로 핑크니 조약을 위반한 스페인을 비난했다. 지배권을 상실할 처지에 직면한 스페인은 1819년 애덤스 오니스 조약(1821년 비준)을 맺어 플로리다 영토 모두를 정식으로 미국에 할양하고, 그 교환 조건으로 미국은 거주자의 주장 총 500만 달러의 보상금을 스페인 정부에 지불했다. 스페인은 텍사스 사빈 강 이서 지역을 포기하게 되었다.

## 같이 보기
- 세미놀 전쟁